# Циклотронная масса
Циклотро́нная ма́сса — величина, играющая роль массы электрона или дырки в выражении для циклотронной частоты их периодического движения в постоянном и однородном магнитном поле.

## Эффективная и циклотронная массы
В проводниках с анизотропной поверхностью Ферми инерционные характеристики носителей описываются с помощью тензора эффективных масс {\displaystyle m_{ik}} ({\displaystyle i,k=x,y,z}). Тензор эффективных масс является симметричным тензором второго ранга, компоненты которого могут быть как положительными, так и отрицательными. В общем случае циклотронная масса не совпадает ни с одной из компонент тензора эффективных масс. Циклотронная масса {\displaystyle m_{c}} появляется в теории, как величина входящая в выражение для циклотронной частоты {\displaystyle {{\omega }_{c}}=\left|e\right|B/{{m}_{c}}} движения заряжённой частицы по периодической траектории в однородном магнитном поле {\displaystyle B} ({\displaystyle e}- заряд частицы). В простейшем случае сферической Ферми поверхности тензор {\displaystyle m_{ik}} диагонален, а все три диагональные компоненты равны {\displaystyle m_{kk}=m^{*}} и совпадают с циклотронной массой {\displaystyle m^{*}=m_{c}}. Циклотронную массу измеряют с помощью изучения циклотронного резонанса, циклотронного резонанса Азбеля-Канера, магнитных осцилляционных эффектов (эффект Шубникова — де Гааза, эффект де Гааза — ван Альфена) и других кинетических эффектов и термодинамических характеристик. Знание циклотронной массы позволяет получить важную информацию о форме поверхности Ферми в твёрдом теле.

## Теория длякремния[3]
Поверхность Ферми кремния, который является непрямозонным полупроводником, состоит из шести эллипсоидов вращения в {\displaystyle k}-пространстве. Рассмотрим сечение поверхности Ферми плоскостью {\displaystyle xz} такое, что в этой плоскости будут находиться 4 вытянутых эллипса с центрами расположенными на осях на расстоянии {\displaystyle k_{0}}. Пусть вектор магнитного поля {\displaystyle \mathbf {B} } лежит в этой плоскости и образует угол {\displaystyle \theta } с осью {\displaystyle z}. Анизотропный закон дисперсии для электронов имеет вид
{\displaystyle \varepsilon ={\frac {\hbar ^{2}}{2}}\left({\frac {k_{x}^{2}+k_{y}^{2}}{m_{t}}}+{\frac {(k_{z}-k_{0})^{2}}{m_{l}}}\right),}
где введены две разные эффективные массы {\displaystyle m_{t}}, {\displaystyle m_{l}} (диагональные компоненты тензора эффективных масс), называемые соответственно продольной и поперечной эффективными массами. Уравнение движения частицы (второй закон Ньютона) с зарядом «-e» в магнитном поле {\displaystyle \mathbf {B} } в отсутствие затухания
{\displaystyle \hbar {\frac {d\mathbf {k} }{dt}}=-e\mathbf {v} \times \mathbf {B} ,}
где {\displaystyle \mathbf {k} } — волновой вектор, а скорость частицы {\displaystyle \mathbf {v} } определяется выражением
{\displaystyle \mathbf {v} ={\frac {1}{\hbar }}\nabla _{k}\varepsilon =\left({\frac {\hbar k_{x}}{m_{t}}},\,{\frac {\hbar k_{y}}{m_{t}}},\,{\frac {\hbar (k_{z}-k_{0})}{m_{l}}}\right).}
Теперь распишем покомпонентно закон движения
{\displaystyle \hbar {\frac {dk_{x}}{dt}}=-{\frac {e\hbar Bk_{y}}{m_{t}}}\cos {\theta },}
{\displaystyle \hbar {\frac {dk_{y}}{dt}}={\frac {e\hbar Bk_{x}}{m_{t}}}\cos {\theta }-{\frac {e\hbar B(k_{z}-k_{0})}{m_{l}}}\sin {\theta },}
{\displaystyle \hbar {\frac {dk_{z}}{dt}}={\frac {e\hbar Bk_{y}}{m_{t}}}\sin {\theta }.}
Нас будет интересовать только решения вида
{\displaystyle k_{x}=k_{1}e^{i\omega t},\,k_{y}=k_{2}e^{i\omega t},\,k_{z}=k_{0}+k_{3}e^{i\omega t}.}
Это решение существует при определённой частоте называемой циклотронной, которая зависит от угла:
{\displaystyle \omega _{c}=eB\left({\frac {\sin ^{2}{\theta }}{m_{l}m_{t}}}+{\frac {\cos ^{2}{\theta }}{m_{t}^{2}}}\right)^{1/2}.}
Здесь можно определить циклотронную массу как
{\displaystyle m_{c}=\left({\frac {\sin ^{2}{\theta }}{m_{l}m_{t}}}+{\frac {\cos ^{2}{\theta }}{m_{t}^{2}}}\right)^{-1/2}.}
Видно, что если угол равен нулю, то {\displaystyle m_{c}=m_{t}}, а если угол прямой: {\displaystyle m_{c}={\sqrt {m_{l}m_{t}}}}.

## Общий случай
В общем случае для произвольной поверхности Ферми, например в металлах поверхность Ферми может принимать сложную форму нужно использовать следующую формулу для циклотронной частоты
{\displaystyle \omega _{c}={\frac {2\pi eB}{\hbar ^{2}}}{\frac {1}{(\partial S/\partial \varepsilon _{F})}}}
и циклотронной массы
{\displaystyle m_{c}={\frac {\hbar ^{2}}{2\pi }}{\frac {\partial S}{\partial \varepsilon }},\qquad (1)}
где {\displaystyle S(\varepsilon ,k_{H})} — площадь сечения поверхности Ферми плоскостью {\displaystyle {k_{H}}=const}, {\displaystyle k_{H}} — проекция волнового вектора электрона на направление магнитного поля, {\displaystyle \varepsilon } — энергия электрона.

## Случай параболической зоны
Для простейшей изотропной параболической зоны энергию и площадь можно представить в виде следующих функций от волнового вектора:
{\displaystyle \varepsilon _{k}={\frac {\hbar ^{2}k^{2}}{2m^{*}}}\ },
{\displaystyle {S}\left(\varepsilon _{F},{{k}_{H}}\right)=\pi k_{\bot }^{2}=\pi \left({\frac {2{{m}^{*}}\varepsilon _{F}}{{\hbar }^{2}}}-k_{H}^{2}\right)\,,}
где {\displaystyle k_{\bot }} — величина компоненты волнового вектора, перпендикулярной магнитному полю, {\displaystyle \varepsilon _{F}} — энергия Ферми. В этом случае производная от энергии по площади будет иметь простейший вид:
{\displaystyle {\frac {\partial {S}}{\partial \varepsilon _{F}}}={\frac {2\pi {{m}^{*}}}{{\hbar }^{2}}}\,.}
Подставляя полученное значение для производной в формулу для эффективной массы, находим:
{\displaystyle m_{c}={\frac {\hbar ^{2}}{2\pi }}\cdot {\frac {\partial S}{\partial \varepsilon _{F}}}=m^{*}\,.}
Таким образом, в случае простой изотропной параболической зоны имеется тождественность «циклотронной массы» и «эффективной массы». Данное обстоятельство позволяет в большинстве практических случаев измерять эффективную массу носителей в твёрдом теле.

## Циклотронная масса для графена[6][7]
Двухмерный закон дисперсии графена вблизи точек Дирака задается уравнением
{\displaystyle \varepsilon =\pm \hbar v_{F}k\,,}
где {\displaystyle \varepsilon } — энергия возбуждения, {\displaystyle v_{F}} — скорость Ферми, {\displaystyle k} — абсолютная величина двухмерного волнового вектора.
Рассмотрим легированный графен с плотностью носителей на единицу площади, {\displaystyle n_{s}}, при достаточно низкой температуре, такой что электроны образуют вырожденный Ферми-газ. Тогда можно определить поверхность Ферми как 2D линию — круг {\displaystyle \varepsilon =\varepsilon _{F}}. После учёта спинового и долинного вырождения соответствующий волновой вектор Ферми {\displaystyle k_{F}} равен
{\displaystyle {{k}_{F}}={\sqrt {\pi n_{s}}}\,.}
Для того чтобы определить циклотронную массу в квазиклассическом приближении, используем уравнение (1), в которое следует подставить, {\displaystyle S(\varepsilon )}, площадь в k-пространстве, ограниченную орбитой с энергией {\displaystyle \varepsilon }
{\displaystyle S\left(\varepsilon \right)=\pi {{k}^{2}}\left(\varepsilon \right)={\frac {\pi {{\varepsilon }^{2}}}{{{\hbar }^{2}}v_{F}^{2}}}\,,}
откуда находим, циклотронную массу:
{\displaystyle m_{c}={\frac {\hbar {{k}_{F}}}{{v}_{F}}}={\frac {\hbar }{v_{F}}}{\sqrt {\pi n_{s}}}\,.}